# Friedrich Otto Schack
Friedrich Otto Schack (* 4. Januar 1841 in Blödesheim; † 24. April 1922 in Wien) war ein deutscher reformierter Theologe und von 1883 bis 1922 Superintendent der Evangelischen Kirche H. B. in Österreich.

## Leben
Friedrich Otto Schack studierte evangelische Theologie in Gießen und besuchte anschließend das Predigerseminar in Friedberg. Am 4. Mai 1863 wurde er in Güll von Friedrich Karl Simon, dem Superintendenten der Provinz Oberhessen, zum geistlichen Amt ordiniert. Sein Vikariat absolvierte Schack von 1863 bis 1865 in Lengfeld. Danach verließ er Hessen und übersiedelte nach Österreich. Dort war er zunächst 14 Jahre lang in Laibach (Ljubljana) als Pfarrer tätig.
1879 wurde Friedrich Otto Schack zum Pfarrer in der Reformierten Stadtkirche in Wien gewählt. Dieses Amt trat er 1880 an. Ab demselben Jahr war er als Superintendentenstellvertreter tätig, bis er 1883 als Nachfolger von Erhard Buschbeck selbst Superintendent wurde. 1880 wurde Schack mit dem preußischen Roten Adlerorden III. Klasse ausgezeichnet. 1911 erhielt er das Ehrendoktorat in Theologie der Universität Wien. 

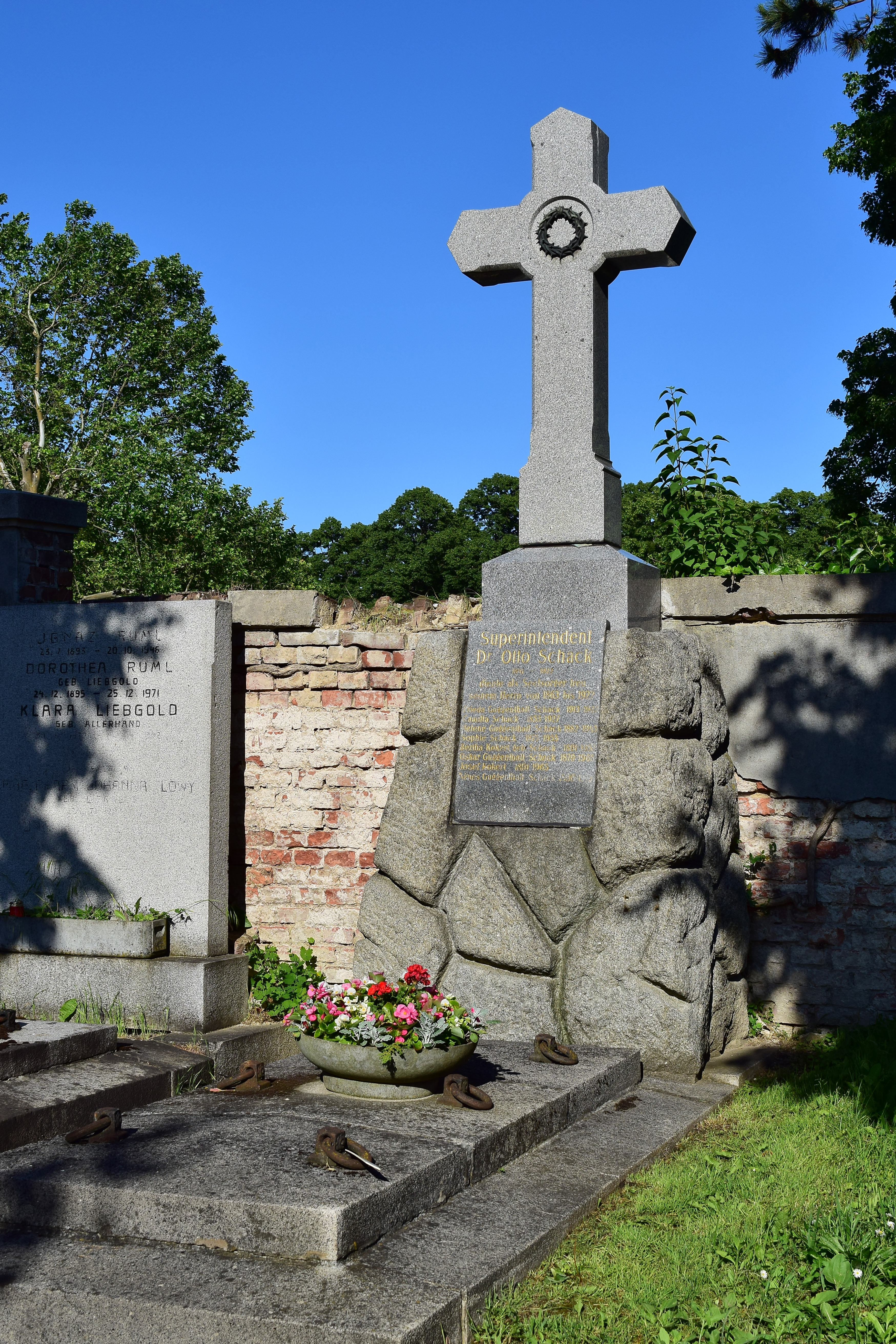
Grab von Friedrich Otto Schack

Sowohl als Pfarrer der Reformierten Stadtkirche als auch als Superintendent war Friedrich Otto Schack bis zu seinem Tod tätig und prägte das evangelische Leben in Österreich. Sein Grab befindet sich am Evangelischen Friedhof Simmering.